# ݨ
Nūn petit tāʾ suscrit ‹ ݨ › est une lettre additionnelle de l’alphabet arabe utilisée dans l’écriture du dameli, du gawar-bati, du pendjabi (pendjabi occidental), du phalura, du saraiki et du shina. Elle est composée d’un nūn ‹ ن › diacrité d’un petit tāʾ suscrit.

## Utilisation
En saraiki, ‹ ݨ › représente une consonne nasale rétroflexe voisée [ɳ].
En pendjabi (pendjabi occidental), le nūn petit tāʾ suscrit est utilisé par certains auteurs à la place du ṇūn ‹ ڻ › (utilisé dans l’écriture du sindhi) pour représenter une consonne nasale rétroflexe voisée [ɳ]. D’autres auteurs utilisent plutôt le nūn petit tāʾ suscrit (sans point) ‹ ڻ ›, le nūn rond suscrit ‹  ›, le nūn deux points verticaux suscrits ‹  › ou le digramme nūn ṛa ‹ نڑ ›.